# Kryddbuske

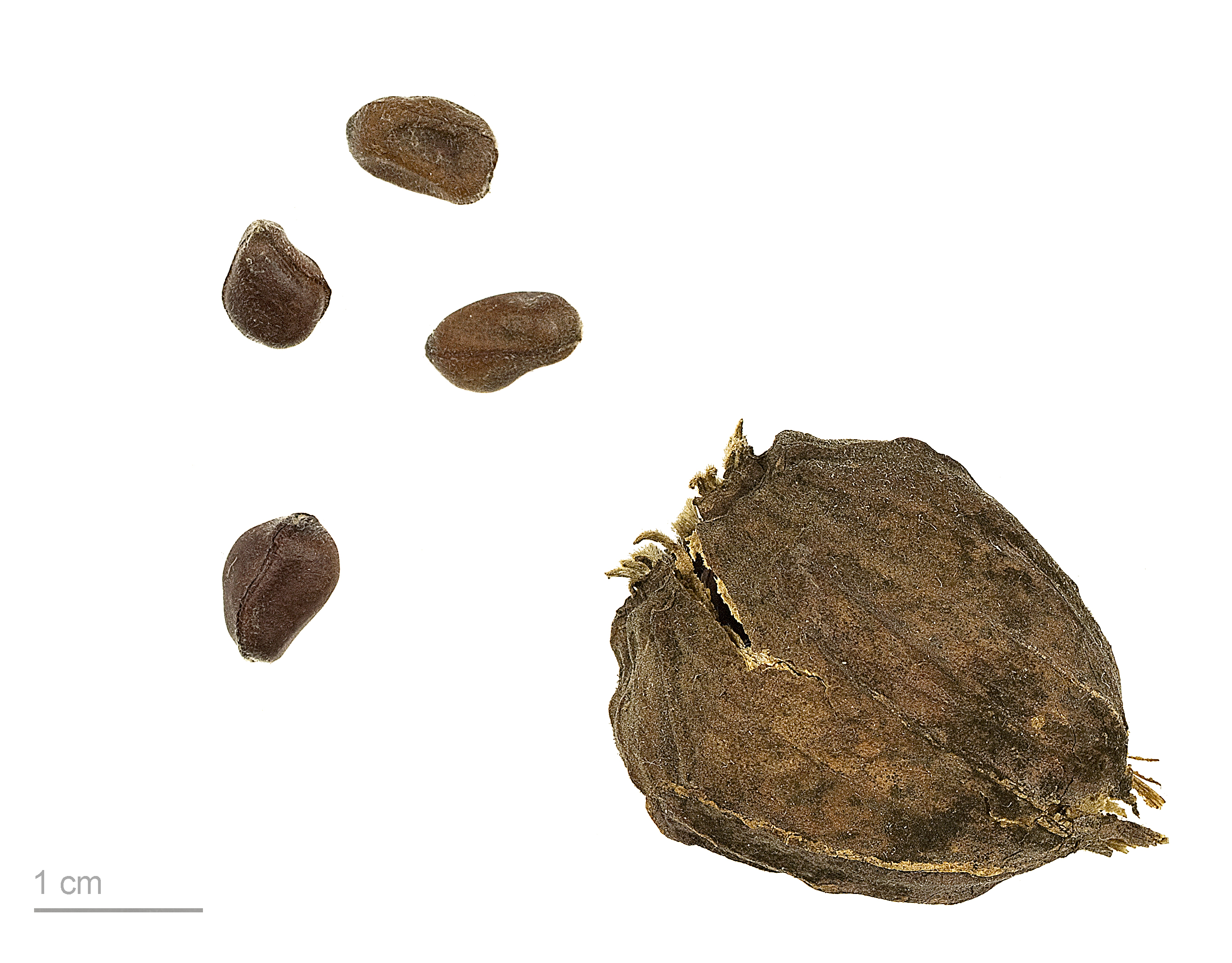
Calycanthus floridus

Kryddbuske (Calycanthus florida) är en art i familjen kryddbuskeväxter från östra Nordamerika. Arten odlas som trädgårdsväxt i södra Sverige.
Arten bildar upprätta buskar, 1-4 meter höga med doftande ved. Kvistar, bladovansidor och bladskaft är kala eller ludna. Bladskaften blir 3-10 mm långa och gömmer knopparna, bladskivorna är pappersaktiga, elliptiska till avlånga eller äggrunda, 5-15 × 2-6 cm, gröna till blådaggiga på ovansidan. Bladbasen är spetsig till trubbig, bladspetsen likaså. Blommorna är brunröda och kommer ensamma och är toppställda i grenspetsarna eller på korta sidogrenar, de blir 4-7 cm i diameter och är doftande. Hyllebladen är 15-30 stycken, smalt lansettlika till smalt äggrunda eller elliptiska och de är ludna på båda sidor. Ståndarna är 10-25 stycken och frukämnena är 10-35 men linjärt utdragna pistiller. Frukterna är nötter som sitter inneslutna i en päronformad till klotrund ombildad blombotten.
Två varieteter erkänns:
- var. floridus - har gröna blad, ludna grenar, blad och bladskaft.
- var. glaucus - har blådaggiga bladovansidor, kala grenar, blad och bladskaft.

## Synonymer
För vetenskapliga synonymer, se Wikispecies.